# BON BON VOYAGE
『BON BON VOYAGE』（ボンボンボヤージュ）は、日本のアイドルグループ・なにわ男子の4枚目のスタジオ・アルバム。2025年7月2日にStorm Labelsから発売された。
『+Alpha』以来約1年ぶりにリリースされたオリジナル・アルバム。「旅と冒険」をテーマに制作され、初回限定盤1（Blu-ray/DVD）・初回限定盤2（Blu-ray/DVD）・通常盤（CDのみ）の3形態でリリースされた。
5月15日にInstagram公式アカウントでメンバーによる生配信が実施され、全国アリーナツアーの開催決定が発表された。本作を引っ提げ、7月19日の朱鷺メッセ公演を皮切りに「なにわ男子 LIVE TOUR 2025 'BON BON VOYAGE'」が全国9都市全43公演で行われる。

## 仕様・特典

### 仕様
出典 - 
- 初回限定盤1：三方背デジパック仕様、60P歌詞フォトブックレット封入
- 初回限定盤2：三方背デジパック仕様、40P歌詞フォトブックレット封入
- 通常盤：32P歌詞フォトブックレット封入

### 先着購入特典
出典 - 
- 初回限定盤1：クリアソロカード（メンバーソロ7種セット）※サイズ：縦50mm×横80mm
- 初回限定盤2：ユニジャケ（3種セット）※サイズ：縦119.5mm×横120.5mm
- 通常盤：BON BON BOXティッシュ ※サイズ：縦115mm×横220mm×高さ65mm

## 収録曲
クレジット出典

### CD

#### 初回限定盤1
1. The Greatest Voyage
  - 作詞・作曲：HIKARI / 編曲：花村智志 / Strings Arrangement：三浦良明
2. Over The Horizon!
  - 作詞：佐原康太、松原さらり / 作曲：田仲圭太 / 編曲：立山秋航
3. ギラギラサマー
  - 作詞：貴海達也、岡田一成 / 作曲：貴海達也 / 編曲：ha-j
  - ラウンドワン CMソング[8]
4. Doki it
  - 作詞：坂室賢一 / 作曲：坂室賢一、佐原康太 / 編曲：久下真音
  - AOKI「フレッシャーズフェア」CMソング
5. Thrill Drive
  - 作詞：MONJOE、LOAR / 作曲：MONJOE、Hiromu、LOAR / 編曲：Hiromu
6. Circus Night
  - 作詞：佐原康太 / 作曲：Andreas Ohrn、Jimmy Claeson、川口進 / 編曲：川口進
7. 溺れて愛
  - 作詞：竹縄航太（tarareba）/ 作曲：Nils Rulewski Stenberg、竹縄航太（tarareba）、岩野亨（tarareba） / 編曲：石塚知生
8. moshimo
  - 作詞：岡田一成 / 作曲：Erik Lidbom、岡田一成、玉谷友輝 / 編曲：佐々木博史
9. YUUWAKU DANCE
  - 作詞：岡田一成 / 作曲：野村陽一郎 / 編曲：遠藤ナオキ
10. Because I just love you
  - 作詞：山崎あおい、柳川陽香 / 作曲：柳川陽香、戸嶋友祐 / 編曲：戸嶋友祐 / Strings Arrangement：今野均
11. コイスルヒカリ
  - 作詞：岡田一成 / 作曲：岡田一成、梶原健生 / 編曲：佐々木博史
  - 映画『恋を知らない僕たちは』主題歌
12. H.E.L.L.O
  - 作詞：YU-G / 作曲：SHIBU、YU-G / 編曲：SHIBU
13. ありがとう心から
  - 作詞：松井五郎 / 作曲：馬飼野康二 / 編曲：CHOKKAKU
  - 映画『劇場版 忍たま乱太郎 ドクタケ忍者隊最強の軍師』主題歌
14. 勇気100％
  - 作詞：松井五郎 / 作曲・編曲：馬飼野康二
  - 映画『劇場版 忍たま乱太郎 ドクタケ忍者隊最強の軍師』テーマ曲

#### 初回限定盤2
※ 1. - 14.までは初回限定盤1・通常盤と共通。
1. Devil or Angel - 道枝駿佑・高橋恭平
  - 作詞：YUUKI SANO / 作曲：YUUKI SANO、花村智志 / 編曲：花村智志
2. TOYSTYLE - 大西流星・長尾謙杜
  - 作詞：玉谷友輝 / 作曲：8on、Anniina Timonen / 編曲：伊藤賢
3. アダルティー - 西畑大吾・藤原丈一郎・大橋和也
  - 作詞・作曲：渡辺和紀 / 編曲：川端正美 / Chorus Arrangement：佐々木久美 / Brass Arrangement：中野勇介

#### 通常盤
※ 1. - 14.までは初回限定盤1・2と共通。
1. ボンボンボヤージュ
  - 作詞：ENA / 作曲・編曲：増田武史、清水哲平
2. Seven seas
  - 作詞・作曲：youth case / 編曲：佐々木博史

### Blu-ray/DVD

#### 初回限定盤1
- 「Over The Horizon!」Music Video
- 「Over The Horizon!」Making of Music Video
- 「ギラギラサマー」Music Video
- 「ギラギラサマー」Making of Music Video

#### 初回限定盤2
- 「Devil or Angel」 Music Video
- 「TOYSTYLE」 Music Video
- 「アダルティー」 Music Video